# سابيون (قبيلة)
السَّابِيُّون (/ˈseɪbaɪn/; (باللاتينية: Sabini)‏; (بالإغريقية: Σαβῖνοι)‏)

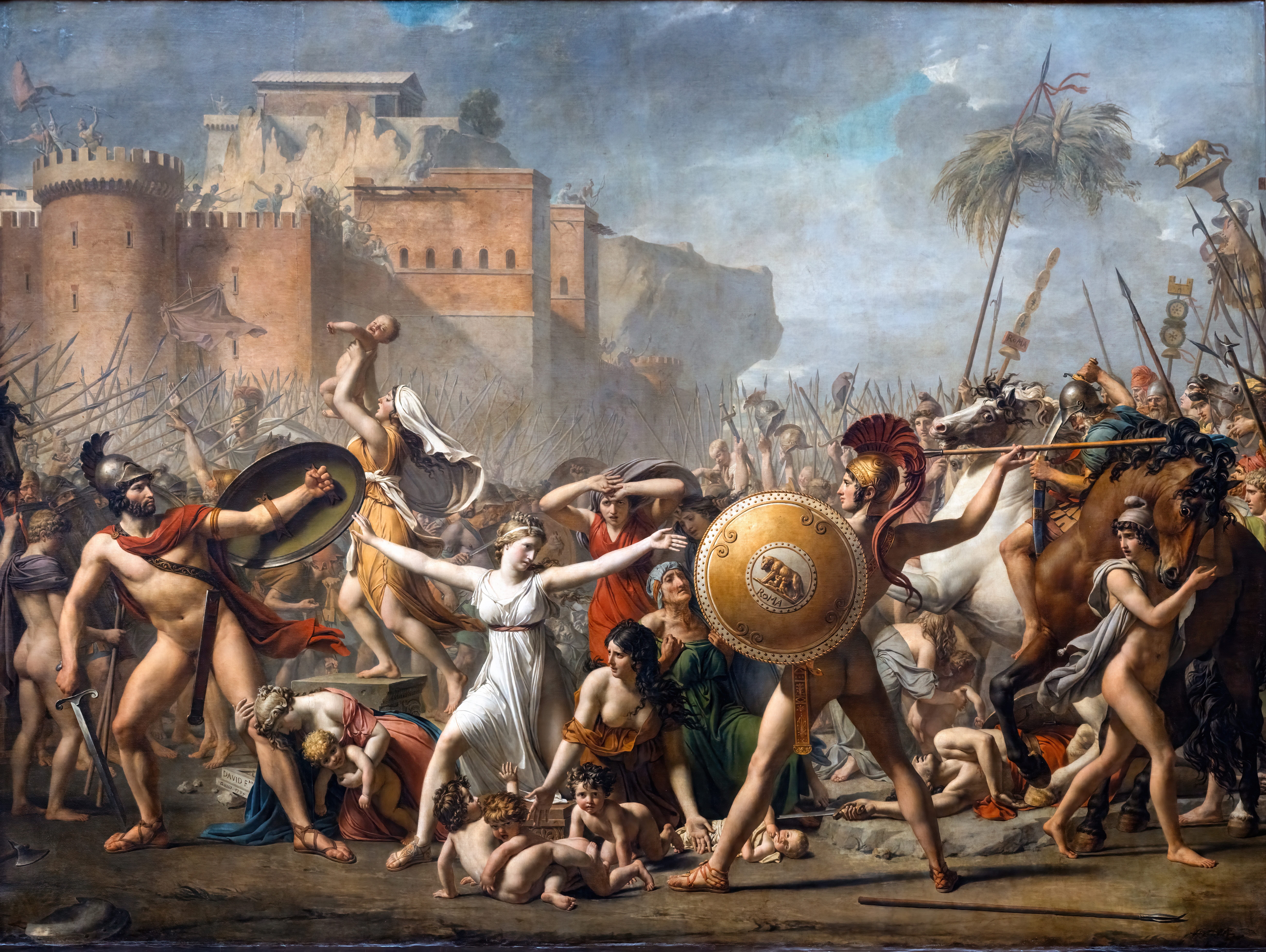
تدخل نساء سابين بريشة جاك لويس ديفيد رسمها بين عامي 1796 و1799. يصور العمل حلقة أسطورية من التاريخ بعد اختطاف الجيل المؤسس لروما لنساء سابين. العمل معلق حاليًا في متحف اللوفر في باريس ، فرنسا.

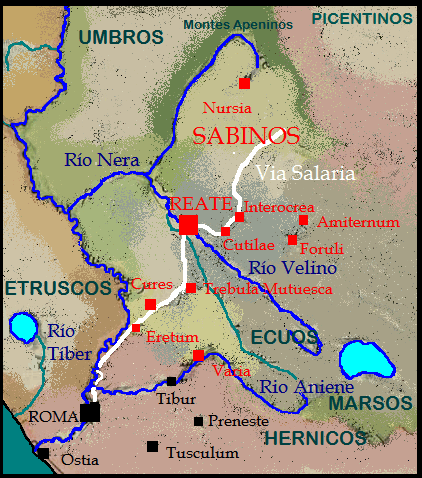
انتشار السابينيين

أفراد قبيلة إيطالية قديمة عاشوا في شمال شرقي روما، وهم ينحدرون من بعض أصول الرومان. وقد اشتهر اسم السّابيين بأسطورة تروى عن تاريخهم، تزعم أنه لم يكن بروما أية امرأة عندما أنشأ رومولوس تلك المدينة. فطلب رومولوس من أهل القرى المجاورة أن يسمحوا للرومانيين بأن يختاروا من نسائهم زوجات لهم. وعندما رفضت القرى طلبه، دعا رومولوس كل الناس من حوله لاحتفالات عظيمة أقامها. وفي أثناء الاحتفال انتزع الرومان فتيات السابيين قهرًا. ثم دخل السابيّون في حروب طاحنة مع الرومان، ولكن أولئك النساء استطعن حقن الدماء بين الطرفين، بعد أن أقنعنهم بإيقاف القتال والاندماج في أمة واحدة.